# São Roque do Pico
Pour les articles homonymes, voir São Roque.
São Roque do Pico est une petite ville portugaise, située sur la côte nord de l'île de Pico, dans l'archipel des Açores. 
En 2011, on comptait 3 388 habitants pour cette commune, sur les quelque 14 100 de l'île.

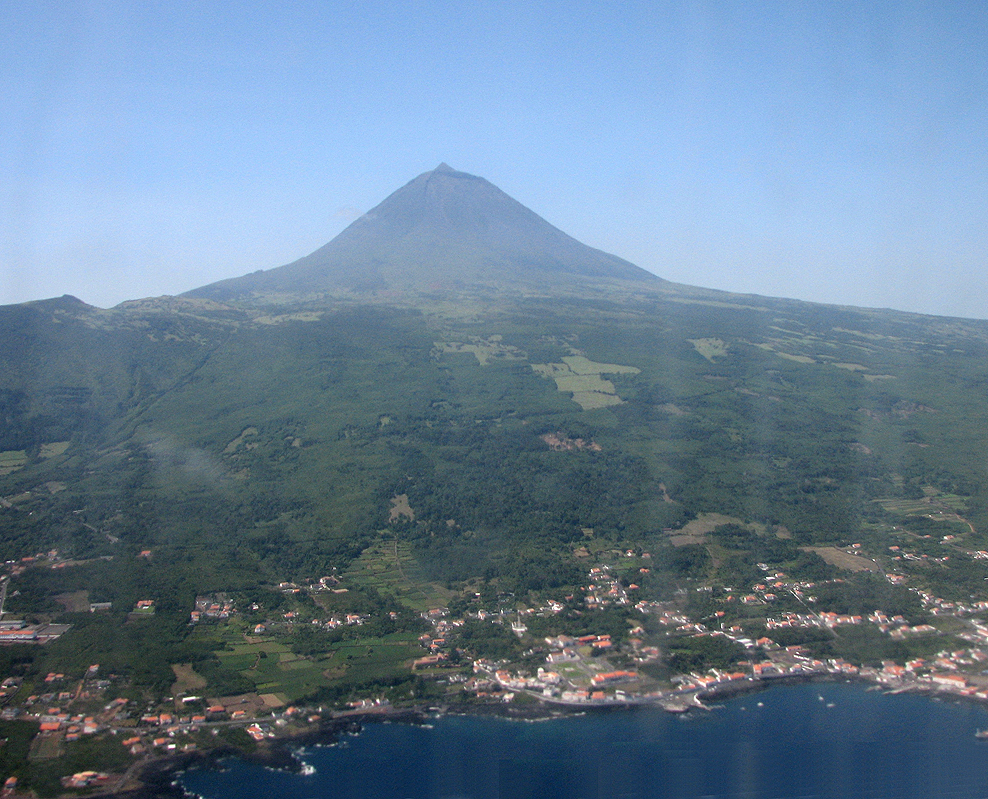
São Roque do Pico comprend la majeure partie de la côte nord de l'île et s'étend jusqu'au sommet du stratovolcan.

## Géographie
La commune  de São Roque do Pico est limitée au sud par celle de Lajes do Pico, à l'ouest par celle de Madalena et au nord par l'océan Atlantique. Elle fait face à l'île de São Jorge.
Sa superficie est de 144 km2, soit environ un tiers de l'île de Pico.

## Lieux et monuments
- Musée de l'Industrie baleinière